# Idiocera (Idiocera) peninsularis
Idiocera (Idiocera) peninsularis is een tweevleugelige uit de familie steltmuggen (Limoniidae). De soort komt voor in het Oriëntaals gebied.